# Peter Deng
Peter Deng (Nairobi, 12 gennaio 1993) è un ex calciatore sudsudanese, di ruolo difensore.

## Biografia
Peter è il fratello maggiore di Thomas, anch'egli calciatore.